# Байе, Адриан (медик)
Адриан Байе (фр. Adrien Bayet; 23 декабря 1863, Брюссель — 4 июля 1935, там же) — бельгийский врач, дерматолог — сифилидолог, хирург, онколог, член Бельгийской королевской медицинской академии, председатель Национальной лиги по борьбе с венерическими болезнями, директор кожно-венерической клиники в Брюсселе, общественный деятель, имеющий большие заслуги в деле борьбы с венерическими болезнями.

## Научная деятельность
В начале XX века проводил клинические исследования по диагностике и лечению сифилиса. Отстаивал новые методы выявления сифилиса, такие как Реакция Вассермана, новые лекарства для его лечения, такие как сальверсан.
Одним из первых бельгийских врачей, понял пользу облучения ракового больного радием. В своих трудах предупреждал, что радиевую терапию нельзя рассматривать как последнюю панацею, которая может полностью и быстро вылечить рак. Экспериментируя, пытался выяснить, как можно разделить длительную терапию радием на разные сеансы и какую дозу радия следует использовать в каждом конкретном случае. Занимался радиоскопией и радиодерматитом, раздражением кожи после лечения радием, как у пациента, так и у врача.
Автор многочисленных работ в области дермато-сифилидологии. Помимо рака и радиотерапии, Байе публиковал статьи по множеству тем, включая венерические заболевания, такие как проказа и гигиена в целом. Также интересовался древнегреческой культурой и археологией и написал ряд статей на эту тему.
С 1908 года был членом комиссии по раку Совета общественного здравоохранения Бельгии. Один из основателей Бельгийской национальной онкологической лиги в 1924 году.

## Память
- Одна из улиц Брюсселя носит его имя.